# Canal voméro-vaginal
Le canal voméro-vaginal (ou canal sphéno-vomérien latéral) est un canal osseux de la base externe du crâne situé entre le vomer et le processus ptérygoïde. 

## Structure
Le canal voméro-vaginal est constitué par le bord latéral de l'aile du vomer et le rebord médial du processus vaginal du processus ptérygoïde. Il donne passage à des veines. 